# Night Thoughts
Night Thoughts är det sjunde studioalbumet av den engelska rockgruppen Suede, utgivet den 22 januari 2016.

## Låtlista
1. "When You Are Young"
2. "Outsiders" – 3:53
3. "No Tomorrow"
4. "Pale Snow"
5. "I Don't Know How to Reach You"
6. "What I'm Trying to Tell You"
7. "Tightrope"
8. "Learning to Be"
9. "Like Kids"
10. "I Can't Give Her What She Wants"
11. "When You Were Young"
12. "The Fur & the Feathers"

## Musiker
- Brett Anderson – sång
- Mat Osman – elbas
- Simon Gilbert – trummor
- Richard Oakes – gitarr
- Neil Codling – keyboard